# Hawesville, Kentucky
Hawesville, Kentucky (енгл. Hawesville) град је у америчкој савезној држави Кентаки.

## Демографија
По попису из 2010. године број становника је 945, што је 26 (-2,7%) становника мање него 2000. године.
| Група             | 2000.       | 2010.       |
| Белци             | 952 (98,0%) | 908 (96,1%) |
| Афроамериканци    | 14 (1,4%)   | 11 (1,2%)   |
| Азијати           | 0 (0,0%)    | 2 (0,2%)    |
| Хиспаноамериканци | 2 (0,2%)    | 8 (0,8%)    |
| Укупно            | 971         | 945         |